# Lưới trắc địa

Ảnh chụp màn hình của PYXIS WorldView hiển thị lưới trắc địa ISEA.

Lưới trắc địa là lưới không gian dựa trên đa diện trắc địa hoặc khối đa diện Goldberg.

## Trong xây dựng

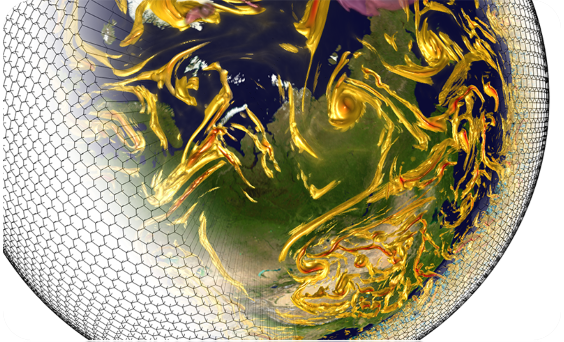
Kết xuất khối lượng của lưới trắc địa được áp dụng trong mô phỏng bầu khí quyển bằng Mô hình giải quyết đám mây toàn cầu (GCRM). Sự kết hợp của hình minh họa lưới và kết xuất khối lượng của xoáy (ống màu vàng). Lưu ý rằng với mục đích minh họa rõ ràng trong hình ảnh, lưới sẽ thô hơn so với thực tế được sử dụng để tạo ra độ xoáy.

Khối hai mươi mặt

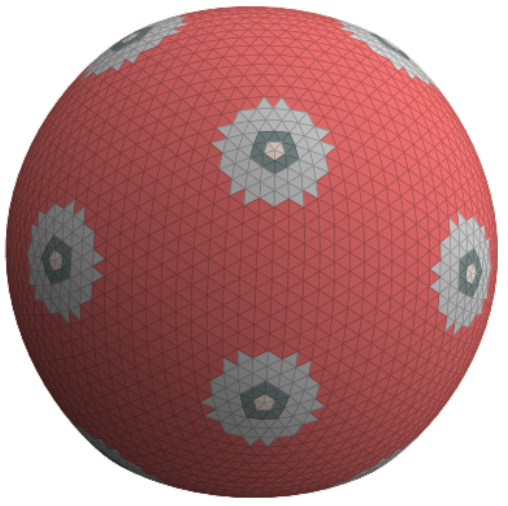
Một khối đa diện trắc địa được phân chia cao dựa trên khối hai mươi mặt

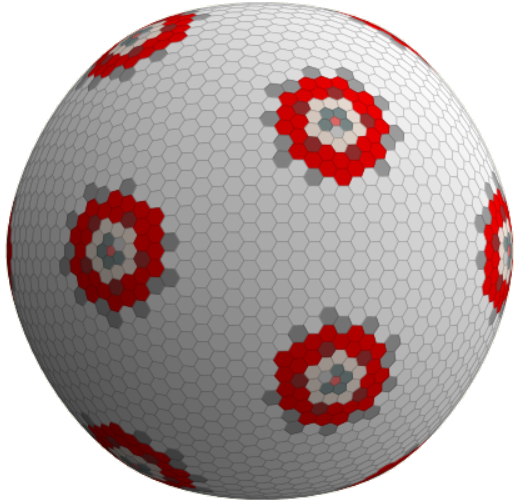
Khối đa diện Goldberg được phân chia lớn: kép của hình ảnh trên.

Lưới trắc địa là một tham chiếu Trái đất toàn cầu sử dụng các ô hình tam giác dựa trên sự phân chia của một khối đa diện (thường là nhị thập diện và phân lớp I) để chia nhỏ bề mặt Trái đất. Một lưới như vậy không có mối quan hệ đơn giản với vĩ độ và kinh độ, nhưng phù hợp với nhiều tiêu chí chính cho lưới toàn cầu rời rạc có giá trị thống kê. Về cơ bản, diện tích và hình dạng của các ô nhỏ nhìn chung tương tự nhau, đặc biệt là gần các cực, nơi có nhiều lưới không gian khác có điểm kỳ dị hoặc biến dạng nặng. Lưới tam giác Đệ tứ phổ biến (QTM) rơi vào loại này.
Các lưới trắc địa có thể sử dụng khối đa diện kép của khối đa diện trắc địa, đó là khối đa diện Goldberg. Khối đa diện Goldberg được tạo thành từ các hình lục giác và (nếu dựa trên khối hình ngũ giác) 12 hình ngũ giác. Việc triển khai sử dụng một nhị thập diện làm khối đa diện cơ sở, các ô lục giác và phép chiếu diện tích bằng Snyder được gọi là lưới Icosahedron Snyder Equal Area (ISEA).

## Ứng dụng của lưới trắc địa
Trong khoa học đa dạng sinh học, lưới trắc địa là sự mở rộng toàn cầu của các lưới riêng biệt được đặt ra trong các nghiên cứu thực địa để đảm bảo lấy mẫu thống kê phù hợp và lưới đa sử dụng lớn hơn được triển khai ở cấp khu vực và quốc gia để phát triển sự hiểu biết tổng hợp về đa dạng sinh học. Các lưới này chuyển dữ liệu giám sát môi trường và sinh thái từ nhiều thang đo không gian và thời gian thành các đánh giá về tình trạng sinh thái hiện tại và dự báo rủi ro đối với tài nguyên thiên nhiên của chúng ta. Một lưới trắc địa cho phép đồng hóa toàn cầu thông tin có ý nghĩa sinh thái ở mức độ chi tiết của chính nó.
Khi mô hình hóa thời tiết, tuần hoàn đại dương hoặc khí hậu, các phương trình vi phân riêng phần được sử dụng để mô tả sự tiến hóa của các hệ thống này theo thời gian. Vì các chương trình máy tính được sử dụng để xây dựng và làm việc với các mô hình phức tạp này, nên các phép tính gần đúng cần được xây dựng thành các dạng dễ tính toán. Một số kỹ thuật giải tích số này (chẳng hạn như sự khác biệt hữu hạn) yêu cầu khu vực quan tâm được chia thành một lưới - trong trường hợp này, trên hình dạng của Trái đất.
Các lưới trắc địa có thể được sử dụng trong phát triển trò chơi video để mô hình hóa các thế giới hư cấu thay vì Trái đất. Chúng là một sự tương tự tự nhiên của bản đồ hex đến một bề mặt hình cầu.

## Ưu và nhược điểm
Ưu điểm:
- Phần lớn là đẳng hướng.
- Độ phân giải có thể dễ dàng tăng lên bằng cách chia nhị phân.
- Không bị lấy mẫu quá mức gần các cực như các lưới vuông vĩ độ truyền thống hình chữ nhật truyền thống hơn.
- Không dẫn đến các hệ thống tuyến tính dày đặc như các phương pháp phổ làm (xem thêm lưới Gaussian).
- Không có điểm tiếp xúc duy nhất giữa các ô lưới lân cận. Các lưới vuông và lưới đẳng cự bị vấn đề mơ hồ về cách xử lý hàng xóm chỉ chạm vào một điểm duy nhất.
- Các tế bào có thể bị biến dạng tối thiểu và diện tích gần bằng nhau. Ngược lại, lưới vuông không có diện tích bằng nhau, trong khi lưới hình chữ nhật có diện tích bằng nhau khác nhau về hình dạng từ xích đạo đến cực.

Nhược điểm:
- Thực hiện phức tạp hơn lưới kinh độ vĩ độ hình chữ nhật trong máy tính.

## Lịch sử
Việc sử dụng sớm nhất của lưới trắc địa (nhị thập diện) trong mô hình địa vật lý có từ năm 1968 và các công trình của Sadourny, Arakawa, Mintz và Williamson. Công việc sau này được mở rộng dựa trên cơ sở này.

## Xem thêm

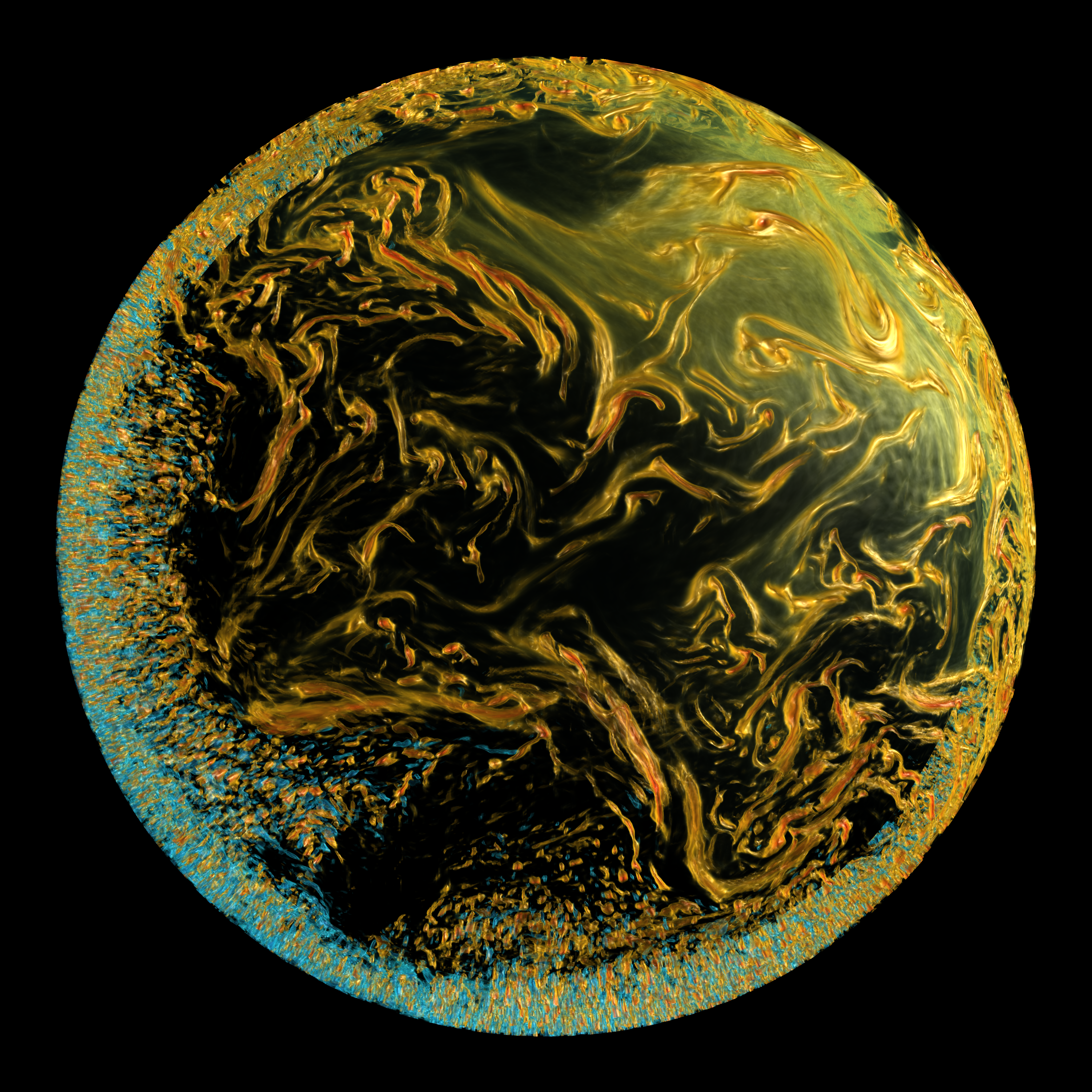
Kết xuất khối lượng chất lượng cao mô phỏng khí quyển ở quy mô toàn cầu dựa trên lưới Geodesic. Các dải màu biểu thị cường độ xoáy khí quyển mô phỏng dựa trên mô hình GCRM.

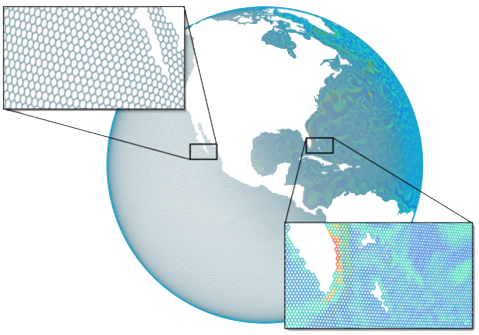
Một biến thể của lưới trắc địa với sàng lọc lưới thích ứng, dành lưới có độ phân giải cao hơn ở các vùng quan tâm làm tăng độ chính xác mô phỏng trong khi vẫn giữ các cảnh quay bộ nhớ ở kích thước có thể quản lý.

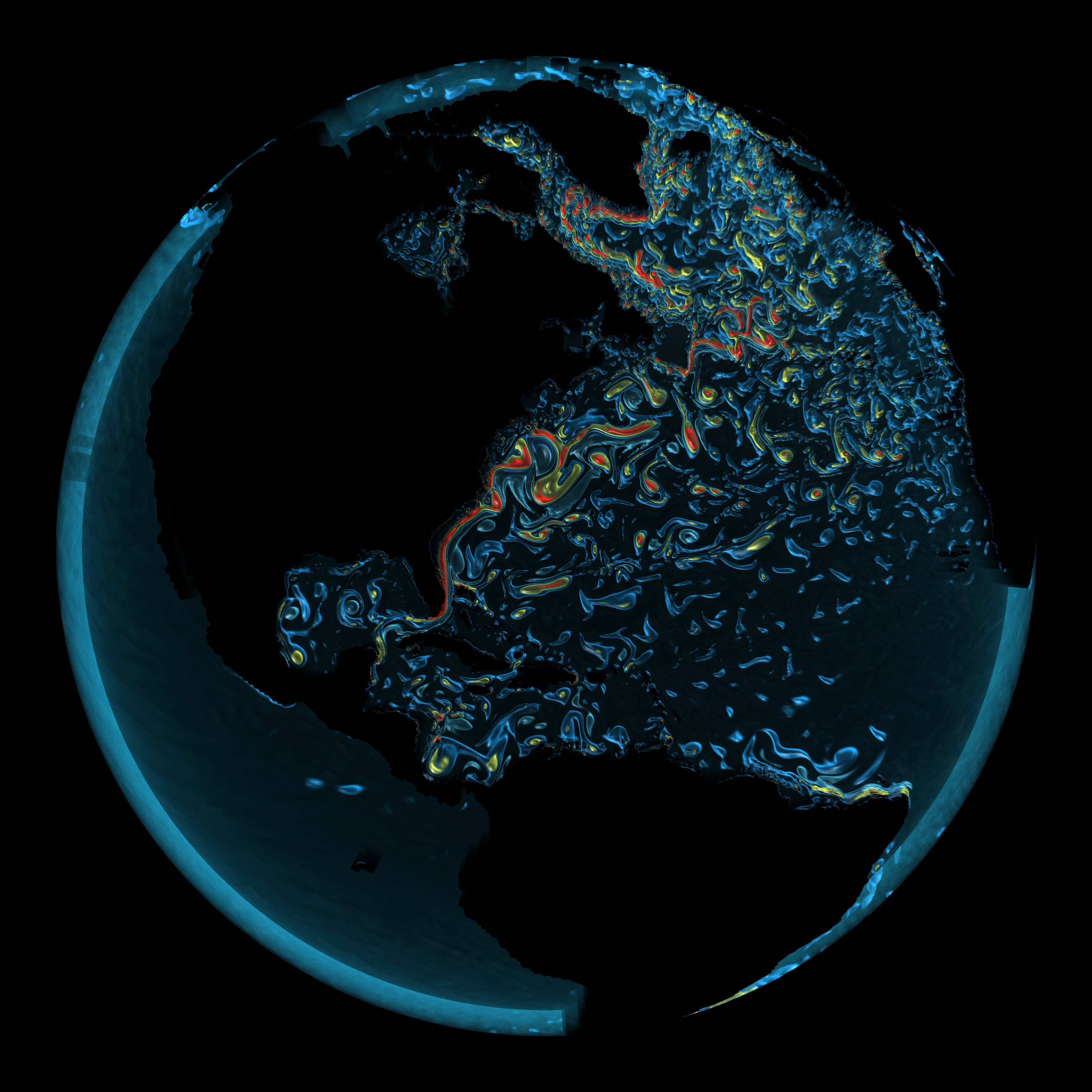
Kết xuất khối lượng chất lượng cao mô phỏng đại dương ở quy mô toàn cầu dựa trên lưới Geodesic. Dải màu biểu thị cường độ xoáy của đại dương mô phỏng dựa trên mô hình MPAS.